# Fürst zu Bentheimsche Musikaliensammlung Burgsteinfurt
Die Fürst zu Bentheimsche Musikaliensammlung Burgsteinfurt ist eine im 18. Jahrhundert angelegte Musikbibliothek des Fürstenhaus zu Bentheim und Steinfurt.
Die Sammlung ist seit 1964 als Leihgabe in der Universitäts- und Landesbibliothek Münster.

## Geschichte
Die Musikaliensammlung enthält 734 Handschriften, 1152 gedruckte Musikalien, fast 500 Textbücher (Opernlibretti und Theatertexte) sowie einige theoretische Schriften wie u. a. musikalische Zeitschriften und Verlagskataloge. Aufgebaut wurde die private Sammlung vornehmlich durch die Reichsgrafen Karl Paul Ernst von Bentheim-Steinfurt (reg. 1750–1780) und Ludwig Wilhelm Geldricus Ernst zu Bentheim und Steinfurt (reg. 1780–1817, seit 1817 preußischer Fürst). Nach 1817 hat die Sammlung keine systematische Ergänzung mehr gefunden. Erworben wurden die Noten auf Reisen, die fast ausschließlich dem Besuch von Opern und Konzerten oder von Musikverlegern galten. Größere Sendungen lieferten Pariser Verlage wie Berault oder die Frankfurter Firma Gayl & Hedler.

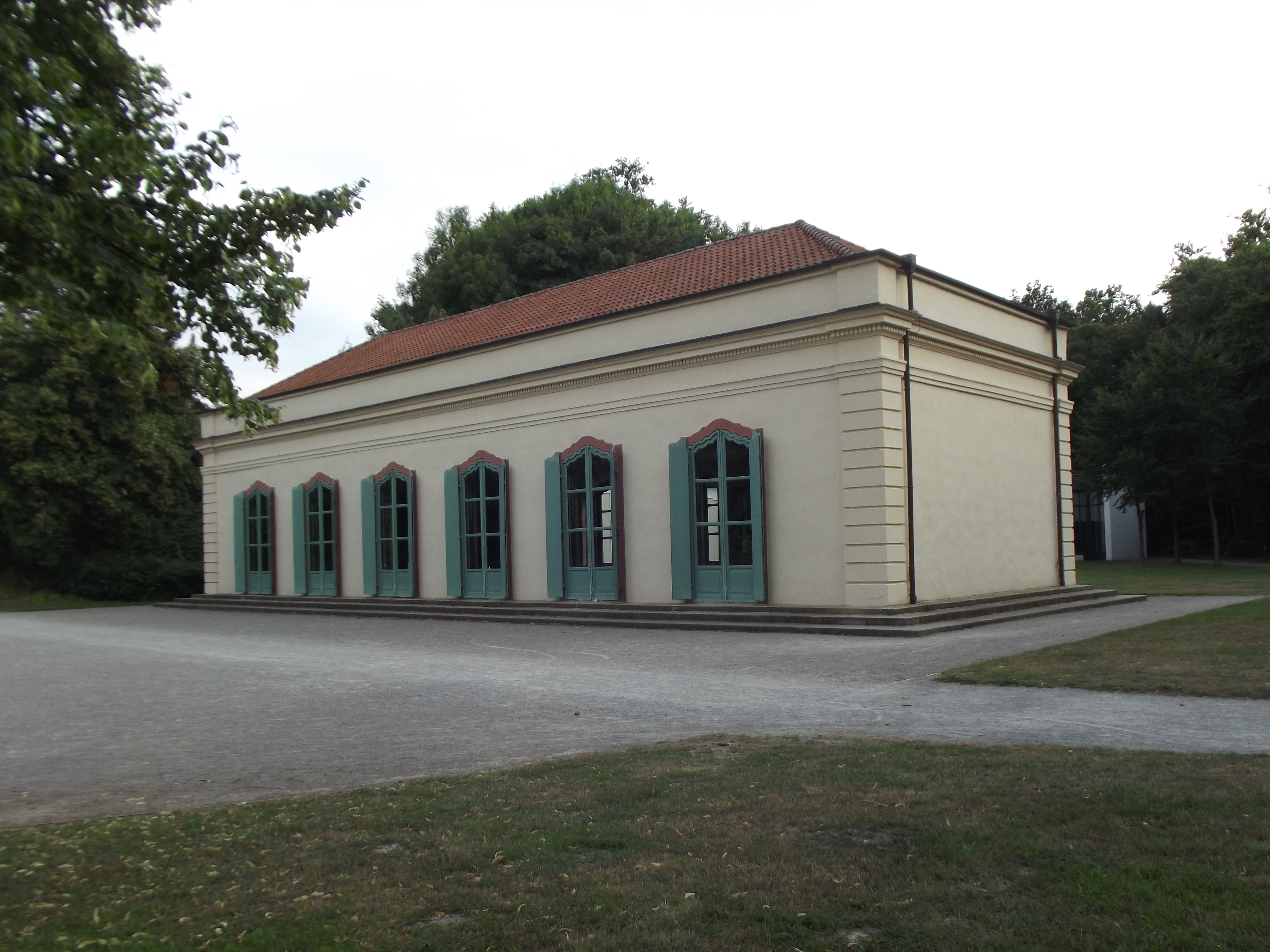
Konzerthalle im Steinfurter Bagno

Für das Burgsteinfurter Musikleben dieser Zeit waren die öffentlichen Konzerte im sogenannten Bagno charakteristisch. Es ist daher viel sinfonische Musik, Musik für Bläser und Konzerte für die vom Grafen Ludwig gespielte Flöte überliefert.
Erstaunlich groß ist der Bestand an französischen Sinfonien des 18. Jahrhunderts, wobei sich in Burgsteinfurt viele Werke als Unikate erhalten haben, u. a. von Giuseppe Cambini, François Devienne, François-Joseph Gossec, Étienne Ozi. Es finden sich zahlreiche Instrumentalwerke, so von den Mannheimer Komponisten Ernst Eichner, Anton Stamitz und Carl Stamitz, von den Wiener Adalbert Gyrowetz, Joseph Haydn, Franz Anton Hoffmeister, Wolfgang Amadeus Mozart, Johann Baptist Wanhal und Paul Wranitzky, außerdem von Johann Christian Bach, Ludwig van Beethoven, Luigi Boccherini, Rodolphe Kreutzer, Ignaz Pleyel und Antonio Rosetti.
Vokalmusik bedeutet in Burgsteinfurt vor allem Opernmusik. Arien oder ganze Opern oder Klavierauszüge sind vorhanden, neben Mozart und Gyrowetz vor allem von Franzosen wie François-Adrien Boieldieu, Nicolas Isouard und Étienne-Nicolas Méhul, später verstärkt von Neapolitanern wie Domenico Cimarosa, Ferdinando Paër, Giovanni Paisiello und Gioachino Rossini.
Viele der in Burgsteinfurt aufgeführten Instrumentalwerke und eine große Zahl der Libretti weisen Randbemerkungen von der Hand des Grafen Ludwig auf und kennzeichnen die Burgsteinfurter Sammlung als eine gewachsene praxisorientierte Musikbibliothek.

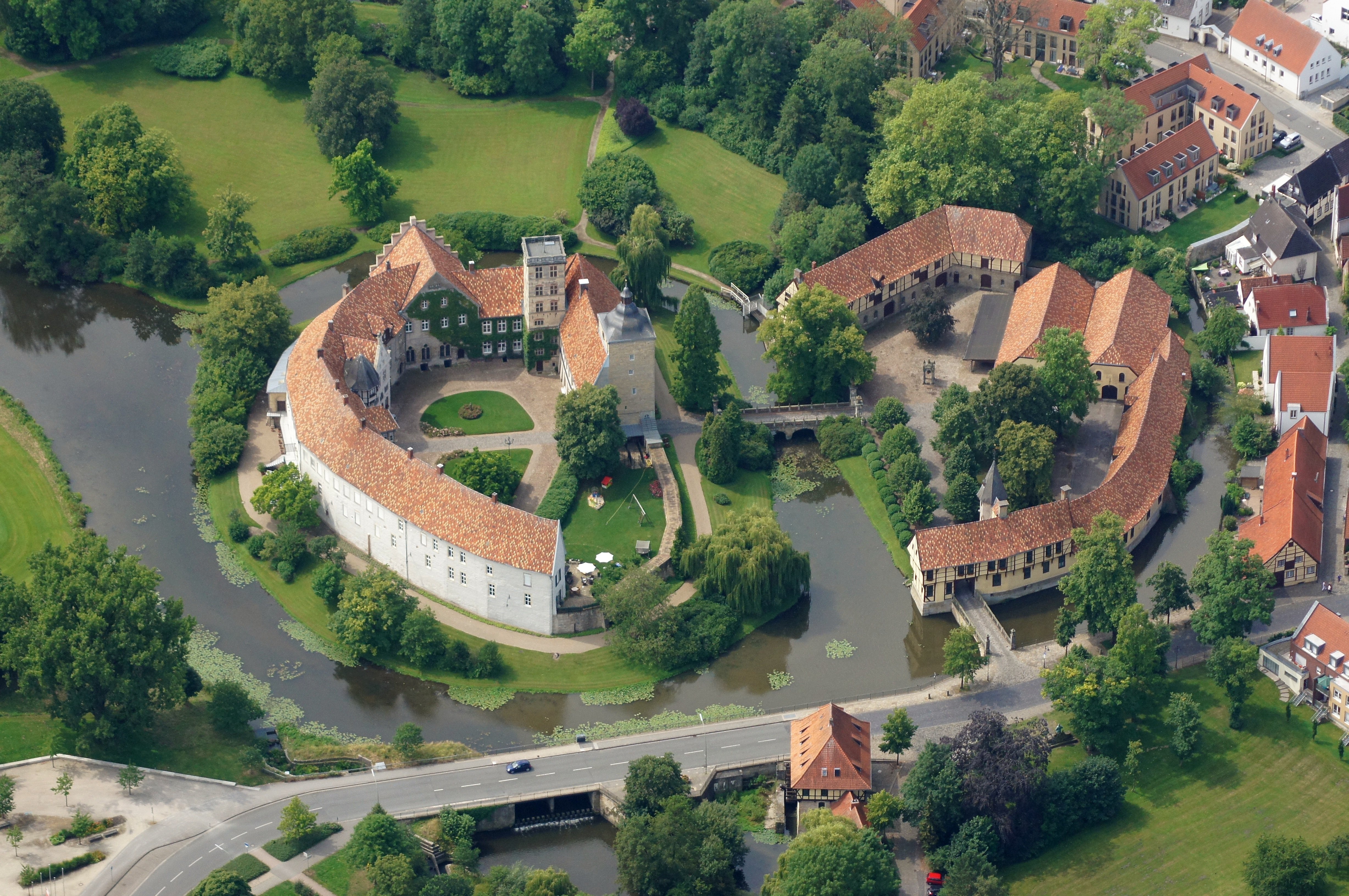
Schloss Burgsteinfurt (Steinfurt)

Untergebracht war die wertvolle Sammlung auf Schloss Burgsteinfurt. Seit 1964 ist die Sammlung als Leihgabe in der Universitäts- und Landesbibliothek Münster – Abteilung für Handschriften.
Alle Werke wurden auch ins internationale Musikrepertorium RISM eingetragen.

## Eigentümer der Musikaliensammlung Burgsteinfurt
- 1750–1780: Karl Paul Ernst von Bentheim-Steinfurt
- 1780–1817: Ludwig Wilhelm Geldricus Ernst zu Bentheim und Steinfurt
- 1817–1866: Alexius zu Bentheim und Steinfurt
- 1866–1890: Ludwig zu Bentheim und Steinfurt
- 1890–1919: Alexis zu Bentheim und Steinfurt
- 1919–1961: Viktor Adolf zu Bentheim und Steinfurt
- 1961–2023: Christian zu Bentheim und Steinfurt
- Seit 2023: Carl Ferdinand zu Bentheim und Steinfurt